# Mequinenza

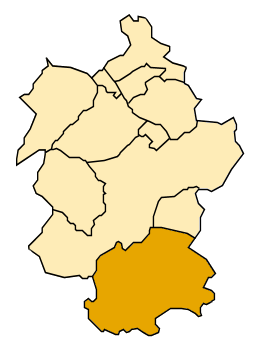
Mapa gminy na mapie comarki Bajo Cinca

Mequinenza (kat. Mequinensa) – gmina w Hiszpanii, w Aragonii, w prowincji Huesca, w comarce Bajo Cinca.
Powierzchnia gminy wynosi 307 km². Zgodnie z danymi INE, w 2004 roku liczba ludności wynosiła 2486, a gęstość zaludnienia 8,09 osoby/km². Wysokość bezwzględna gminy równa jest 75 metrów. Współrzędne geograficzne gminy to 41°22'30"N, 0°18'10"E. Kod pocztowy do gminy to 50170.

## Demografia
| 1991  | 1996  | 2001  | 2004  |
| ----- | ----- | ----- | ----- |
| 2.757 | 2.582 | 2.486 | 2.493 |

## Współpraca
- Bressuire, Francja